# Мирон Кертичак

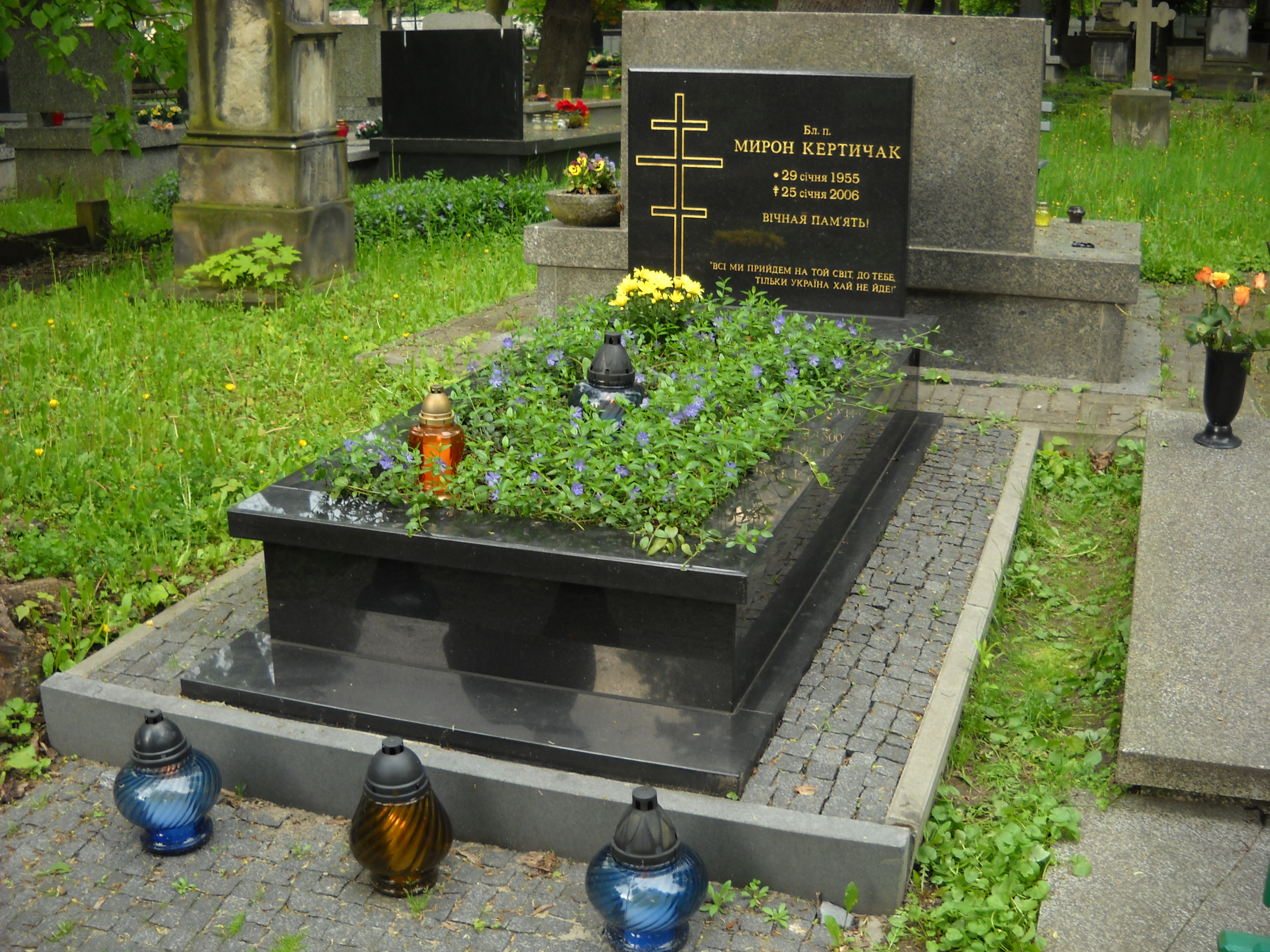
Могила Мирона Кертичака на православному цвинтарі у Варшаві

Мирон Кертичак (пол. Miron Kertyczak; 29 січня 1955, с. Жуґене — 25 січня 2006, м. Маркі) — український громадський діяч, в 1996—2006 рр. голова Об'єднання українців у Польщі, член Спілки журналістів Польської Республіки.

## Життєпис
Народився в с. Жугене (Żugienie), нині ґміна Пененжно Браневського повіту Вармінсько-Мазурського воєводства.
1983 року закінчив фізичний факультет Гданського університету, а в 1998 навчався у Варшавській школі економіки за спеціалізацією культурного менеджера.
З 1976 по 1989 працював у Гданську як журналіст-фотограф у регіональних та студентських газетах і промисловості. Одночасно був залучений до громадської діяльності в організаціях українців у Польщі.
У роки 1974—1989 був активістом українського соціально-культурного товариства у Гданську, організовував молодіжні заходи (ярмарок молодіжної акції «Карпати», зустрічі студентів). З 1979 року він брав участь у роботі оргкомітету фестивалю української культури.
У 1989—1990 — обіймав посаду заступника голови Українського суспільно-культурного товариства.
У 1990—1996 роках — секретар Об'єднання українців у Польщі, з 1996 року — голова Генеральної Ради. У 2001 році він був заступником голови Європейського конгресу українців та членом Президії Всесвітньої Координаційної Ради України.
З 3 жовтня 2005 року був співголовою Змішаної комісії польського уряду та національних і етнічних меншин. Ініціював багато проектів, спрямованих на польсько-український діалог і співпрацю.
Був членом Спілки журналістів Польської Республіки.

## Ордени
- Кавалер Ордена Відродження Польщі (2006)
- Орден «За заслуги» (Україна) II ступеня (2001)
- Орден «За заслуги» (Україна) III ступеня (2004)